# 373 f.Kr.

## Händelser

### Efter plats

#### Persiska riket
- Den persiske kungen Artaxerxes II inleder, under Farnabazos ledning, en invasion av Egypten för att återföra landet under persiskt styre. Efter inledande framgångar marscherar persernas grekiska legosoldater mot Memfis. Kung Nektanebo I lyckas dock samla sina styrkor och slå tillbaka den persiska invasionen.

#### Grekland
- Ifikrates leder en framgångsrik atensk expedition för att befria Korkyra från den spartanska belägringen.
- Den grekiska staden Helike förstörs av en jordbävning och en tidvattenvåg.[1]
- Apollontemplet i Delfi förstörs också i jordbävningen.